# محمد بن أحمد بن الحسن
المهدي محمد بن أحمد بن الحسن (ولد في 27 أكتوبر 1637 - توفي في 2 أغسطس 1718) إمام الدولة الزيدية في اليمن من 1686 إلى 1718.

## الطريق إلى السلطة
كان محمد ابن الإمام المهدي أحمد. عندما توفي الأخير في 1681 منع محمد من مبايعته بالإمامة. عندما توفي الإمام التالي المؤيد محمد في 1686 تنافس عدة أشخاص على الإمامة. ادعى محمد إمامته في المنصورة ولكن كان محاصرا من قبل أقاربه المعارضين. ومع ذلك تمكن من كسر الحصار والقبض على قادة المعارضين. تم الاعتراف به في أجزاء مختلفة من البلاد. كان يعرف باسم صاحب المواهب لأنه أبقى مقر إقامته في حي المواهب شرق ذمار.

## الشخصية
كان المهدي محمد يعتبر بالنسبة للمؤرخين الزيديين حاكم صعب وتعسفي ولا يرغب في الاستماع إلى النصائح. فرض ضرائب غير موافقة لأحكام الشريعة الإسلامية. من ناحية أخرى كان يظهر بمظهر التقشف ويرفض لبس أقمشة الحرير. تم تفسير القتل التعسفي بأنه كان يتم بتأثير من قبل الجن. التقى وفد فرنسي الإمام في فبراير 1712. وصف الزوار الرجل بأنه وسيم الطلعة على الرغم من اقترابه من سن الثمانين. يظهر بأبهة قليلة باستثناء عند الذهاب إلى صلاة الجمعة حيث يرافقه ألف جندي ومائتان فارس جنبا إلى جنب مع ضباط الأسرة والبلاط.

## الأحداث السياسية
تخلل عهد المهدي محمد الطويل حركات تمرد وأزمات داخلية. في 1689 حاول استعادة يافع في الشرق التي خسرتها الدولة الزيدية في عهد سابق. فشل في استعادتها ومع ذلك داهم رجال قبائل يافع إب 1708. تمردت صعدة في أقصى الشمال في 1691 تحت قيادة علي بن أحمد بن القاسم. قاد الأمير جيش من رجال القبائل ضد صنعاء لكنه الحصار هزم. قوات الإمام غزت صعدة وأجبروا علي على الفرار. في 1699 قام السيد إبراهيم المحطوري بمواجهة الإمام. اشتهر بكونه ساحر كبير وأتباعه هزموا عدة أعداء للإمام. وادعى في النهاية بأنه المهدي المنتظر في العقيدة الشيعية. سحق أبناء الإمام التمرد أخيرا وقتل إبراهيم المحطوري. على الجانب الإيجابي تمتع عهد المهدي محمد ببعض الهيبة الخارجية. في 1701 و1702 التقى مبعوثين من شاه عباس الثاني من فارس والباشا العثماني في جدة. ارتفاع أسعار البن التي كانت لا تزال تنتج بشكل شبه كامل في اليمن ترتكز على موارد وهيبة الإمامة.

## نهاية العهد
في أواخر عهد المهدي محمد ادعى عدة أشخاص الإمامة ونتيجة لحكمه المتسلط وإساءة استخدام القوانين. أعلن المؤيد الحسين إمامته في صعدة في 1709 و1712 وفي 1714 قام المتوكل بن علي بمحاصرة الإمام لفترة وجيزة في المواهب. في عام 1716 ادعى المنصور الحسين إمامته في قلعة شهارة. استجاب لدعوته جزء كبير من اليمن. أرسل المهدي محمد ابن أخيه القاسم للتعامل مع الوضع. بعد معركة خاسرة قدم القاسم إلى الإمام المدعي. اضطر المهدي محمد للتنازل بإزالة اسمه من خطبة صلاة الجمعة. ومع ذلك استغل القاسم أول فرصة لإعلان نفسه إماما تحت اسم المتوكل على الله القاسم معارضا بذلك المنصور الحسين. في ظل هذا الوضع توفي المهدي محمد عام 1718 في مقر إقامته المواهب التي كانت تحت الحصار.